# 波利亚 (维博瓦伦蒂亚省)

波利亚在維博瓦倫蒂亞省的位置

波利亚（義大利語：Polia）是意大利卡拉布里亚大区維博瓦倫蒂亞省的市镇。面积为31.8平方公里，人口数量为1,224人（2004年）。